# Necessitats humanes fonamentals
Les necessitats humanes i el desenvolupament a escala humana han estat definides i recollides per Manfred Max-Neef, Antonio Elizalde i Martin Hopenhayn, on les necessitats humanes s'aborden des d'una perspectiva ontològica (pròpia de la condició de l'ésser humà), sent poques, finites i classificables (a diferència de la idea econòmica convencional que defensa que són infinites i insaciables).
Són també constants a través de totes les cultures humanes i de tots els períodes històrics. El que canvia amb el temps i entre les cultures són les estratègies mitjançant el qual aquestes necessitats (i els desitjos creats) són satisfets. Les necessitats humanes poden ser enteses com un sistema en el qual no hi ha jerarquies, a diferència dels postulats de psicòlegs occidentals com Maslow. La simultaneïtat, la complementarietat i la no comercialitat són característiques del procés de satisfacció de necessitats.
Manfred Max-Neef i els seus col·legues van desenvolupar una taxonomia de necessitats humanes i una metodologia mitjançant la qual les comunitats poden identificar les seves "riqueses" i "pobreses" segons com estiguin satisfetes les seves necessitats humanes fonamentals.
L'escola de Desenvolupament a Escala Humana està "enfocada cap a la satisfacció de les necessitats humanes fonamentals, la generació de creixents nivells d'autoconfiança, i l'articulació de relacions orgàniques de les persones amb la natura i la tecnologia, dels processos globals amb l'activitat local, del que és personal amb el que és social, de la planificació amb l'autonomia, i de la societat civil amb l'estat".
Una de les seves aplicacions és dins del camp del desenvolupament sostenible estratègic, on les necessitats humanes fonamentals (no els desitjos i les necessitats creades pel mercat) s'han utilitzat per refinar l'Informe Brundtland. Juntament amb altres aspectes del The Natural Step per al desenvolupament estratègic sostenible, que es resumeixen com una refosa dels principis de sostenibilitat, que permet la planificació i disseny per a la sostenibilitat.

## Classificació
Les necessitats es defineixen d'acord amb les categories existencials de l'ésser, tenir, fer i relacionar-se, i d'aquestes dimensions, es desenvolupa una matriu de trenta-sis cel·les.
| Necessitat   | Ser (característiques)                                | Tenir (eines)                                                                      | Fer (accions)                                                                        | Estar (espais)                                                                       |
| ------------ | ----------------------------------------------------- | ---------------------------------------------------------------------------------- | ------------------------------------------------------------------------------------ | ------------------------------------------------------------------------------------ |
| Subsistència | Salut física i mental                                 | Alimentació, habitatge, treball                                                    | Menjar, vestir, descansar, treballar, procrear                                       | Entorn vital, entorn social                                                          |
| Protecció    | Sentir-se protegit, autonomia                         | Seguretat social, sistema de salut, legislació laboral i de protecció a la família | Prevenir, planificar, tenir cura de, cooperar, defendre                              | Contorn social, Contorn vital                                                        |
| Afecte       | Respecte, sentit de l'humor, generositat, sensualitat | Amistats, família, contacte amb la natura, animals domèstics...                    | Compartir, amanyagar, activitat sexual compartida, tenir cura de, expressar emocions | Espais d'intimitat, espais de trobada                                                |
| Comprensió   | Capacitat crítica, curiositat, intuïció               | Literatura, mestres, professors, polítiques, educació                              | Analitzar, estudiar, meditar, investigar                                             | Àmbits formatius: escoles, universitats, comunitats, família                         |
| Participació | Receptivitat, dedicació, adaptabilitat                | Responsabilitats, deures, treball, drets                                           | Cooperar, dissentir, expressar opinions                                              | Àmbits participatius: associacions, partits, esglésies, barris, família              |
| Oci          | Imaginació, tranquil·litat, espontaneïtat             | Jocs, festes, espectacles,                                                         | Somiar, recordar, relaxar-se, divertir-se                                            | Llocs de trobada, espais íntims, accés a la natura                                   |
| Creació      | Imaginació, audàcia, inventiva, curiositat            | Capacitats, habilitats, treball, tècniques                                         | Inventar, construir, dissenyar, treballar, compondre, interpretar                    | Espais de producció, expressió i retroalimentació: tallers, agrupacions, exposicions |
| Identitat    | Sentit de pertinença, autoestima, consistència        | Idioma, religió, treball, costums, valors, normes                                  | Conèixer-se a un mateix, integrar-se, créixer, comprometre's                         | Llocs dels quals un se sent part, llocs habituals                                    |
| Llibertat    | Autonomia, passió, autoestima, ment oberta            | Igualtat de drets                                                                  | Dissentir, escollir, arriscar-se, conscienciar-se                                    | Qualsevol lloc                                                                       |